# FK Šilas Kazlų Rūda
El FK Šilas Kazlų Rūda es un equipo de fútbol de Lituania que juega en la A Lyga, primera división de fútbol en el país.

## Historia
Fue fundado en el año 1940 en la ciudad de Kazlų Rūda durante la ocupación alemana en el país.
Durante la ocupación soviética a mediados de la década de los años 1950 hasta la independencia el club pasó desapercibido dentro del fútbol lituano, vagando entre la segunda y tercera categoría. Tras la desaparición de la Unión Soviética la historia no fue tan diferente para el club, ya que ha pasado entre la segunda y la tercera categoría hasta que en la temporada 2016 gana el título de la 1 Lyga y consigue el ascenso a la A Lyga por primera vez en su historia.

## Palmarés
- 1 Lyga: 1

2016